# Jan Nicolaas Spoelstra
Jan Nicolaas Spoelstra (Sappemeer, 12 augustus 1897 – Purmerend, 21 oktober 1986) was een Nederlands politicus van de ARP.
Hij werd geboren als zoon van Jan Spoelstra (1857-1929) en Annegien Bentum (1857-1938). Zijn vader was 37 jaar predikant bij de gereformeerde kerk in Sappemeer. Zelf werkte hij als journalist en redacteur bij de aan de ARP gelieerde Nieuwe Provinciale Groninger Courant. In 1935 werd Spoelstra benoemd tot burgemeester van Leens. Hij werd echter in 1942 ontslagen en vervangen door een NSB-burgemeester. Na de bevrijding in 1945 keerde hij terug als burgemeester van Leens en twee jaar later volgde zijn benoeming tot burgemeester van Bedum. Spoelstra ging in 1962 met pensioen en in 1986 overleed hij op 89-jarige leeftijd.